# Протести в Джибути (2011)
Протестите в Джибути (2011) са продължаваща поредица от протести и недоволства в африканската страна Джибути, започнали през януари 2011. Те са част от продължаващите протести в Арабския свят.

## Предистория
Президентът на Джибути Исмаил Омар Гуеле управлява от 1999, но правителството му властва в продължение на 34 години. Гуеле променя конституцията, за да може да изкара трети мандат. Това предизвиква недоволство сред народа на Джибути.

## Протести
На 28 януари, между 2000 и 3000 мирни протестиращи излизат на улиците за да искат оставката на президента Гуеле.
На 3 февруари отново има протести, като около 300 души се събират на площад в столицата Джибути. Два дни по-късно, полицията използва сълзотворен газ за да разпръсне тълпа от около 500 протестиращи. Полицията е критикувана от Хюман Райтс Уоч заради безмилостното си поведение спрямо мирните демонстранти. На 9 февруари е арестуван президента на Лигата за човешки права на Джибути Жан-Пол Нокл Абди.

### 18 и 19 февруари
На 18 февруари, над 30 000 души излизат срещу президента, събирайки се на стадион с намерението да останат там докато не се удовлетворят нуждите им. Демонстрациите ескалират до сблъсъци с полицията, която използва сълзотворен газ срещу тълпата, хвърляща камъни.
На другия ден избухват нови безредици и сблъсъци с полицията. Анти-правителствени демонстранти нападат службите за сигурност, които отговарят с газ. Поне един полицай е убит, а някои източници посочват и един починал протестиращ.